# ماجد سلطان
ماجد سلطان ، لاعب كرة قدم كويتي سابق. لعب نادي العربي الكويتي ومع منتخب الكويت لكرة القدم.

## كأس الخليج 1984
هدف في مرمى منتخب البحرين لكرة القدم.